# Parc de Fleury-sur-Orne
Parc de Fleury-sur-Orne este un centru comercial situat în Fleury-sur-Orne, Franța, lângă Normandia și Caen.

## Descriere
Acest centru comercial este dezvoltat pe aproximativ 80 de hectare de teren. Magazinele din centrul comercial sunt dezvoltate pe 60 de hectare de teren, iar 13 dintre acestea vor fi folosite pentru activități terțiare. Acest centru comercial este deservit de șoseaua de centură sudică a orașului Caen, care se conectează pe A13 a Franței, care o leagă de Normandia.

## Activități planificate
Compania Ikea semnează un contract de vânzare-cumpărare, în octombrie 2007, cumpărând astfel 43 de hectare, la marginea șoselei de centură sudice.
Proiectul Ikea cuprinde patru faze, programate a fi finalizate pe parcursul a șapte ani. Planificată pentru 18 din cele 43 de hectare, prima fază include „un centru comercial cu marca Ikea și mărci legate de echipamente pentru casă, în mare parte”. Suprafața totală de vânzare: 70.000 m². A doua fază constă dintr-un centru de agrement, construit de grupul Ikea. Acesta ar putea oferi, de exemplu, un râu artificial, karting, un perete de cățărat etc.
În iunie 2010, compania anunță că doar magazinul ar trebui să se deschidă, mai târziu decât era planificat, în noiembrie 2011; celelalte mărci, din cadrul InterIkea, sunt planificate pentru anul 2014.